# Amnesicoma subalbata
Amnesicoma subalbata là một loài bướm đêm trong họ Geometridae.